# 第1次グラッドストン内閣

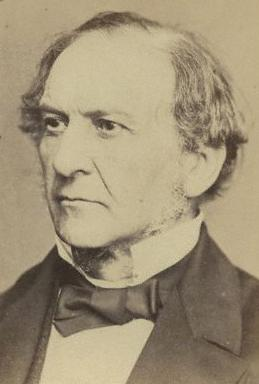
1866年のウィリアム・グラッドストン

第1次グラッドストン内閣（だいいちじグラッドストンないかく、英語: First Gladstone ministry）は、1868年12月から1874年2月まで続いた自由党党首ウィリアム・グラッドストンを首相とするイギリスの内閣である。

## 成立の経緯
1868年11月末の解散総選挙は、アイルランド問題に取り組むことを公約したグラッドストン率いる自由党の勝利に終わった。これにより保守党政権の第1次ディズレーリ内閣は新議会招集を待たずに総辞職した。
12月3日にグラッドストンはウィンザー城に召集され、そこでヴィクトリア女王より組閣の大命を受け、第1次グラッドストン内閣を組閣した。

## 主な政策

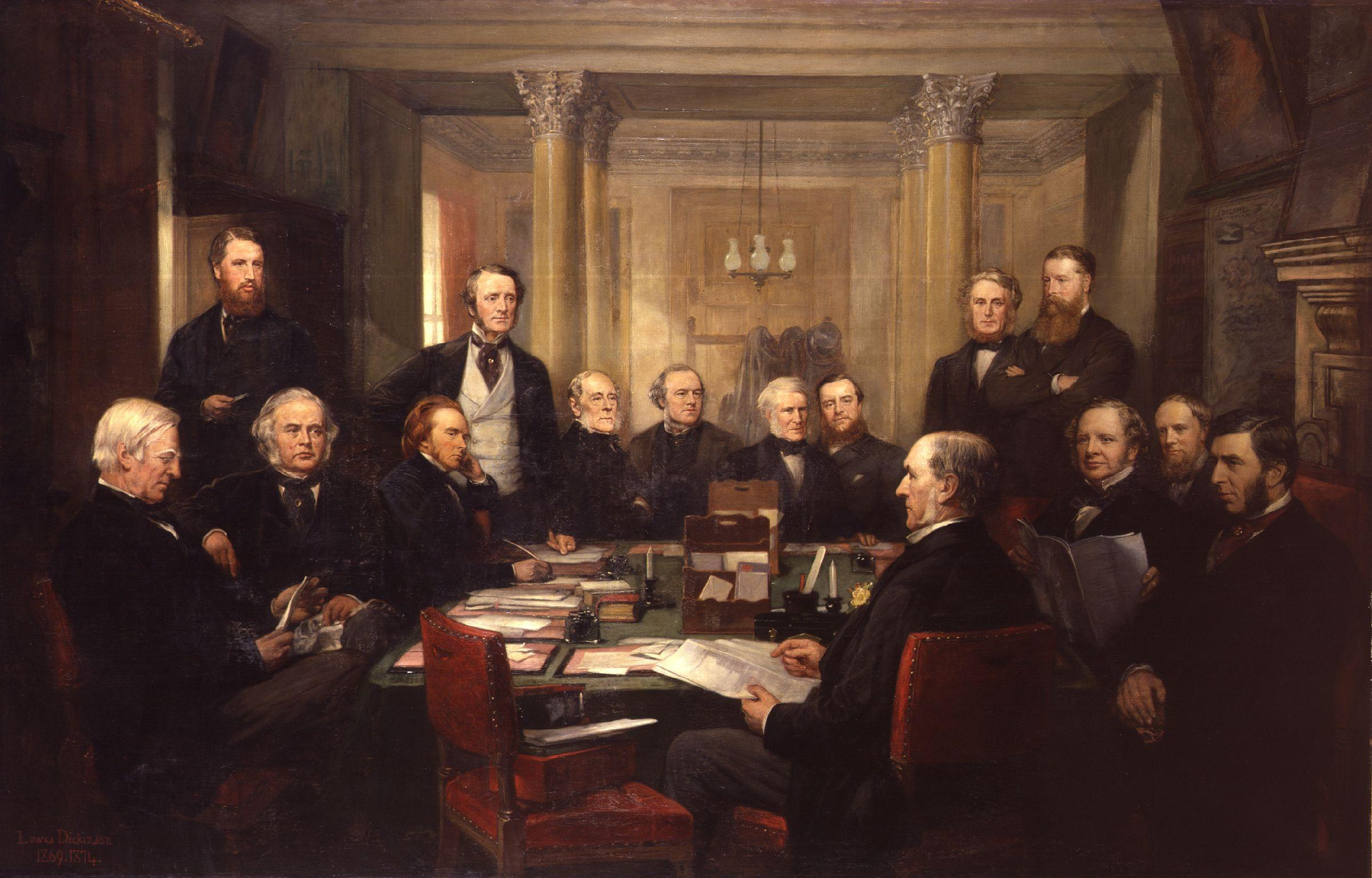
1868年、第一次グラッドストン内閣の閣議を描いた絵画（ロウズ・カトー・ディキンソン画）

第1次グラッドストン内閣は内政面で多くの自由主義改革を実施した。まずカトリックの多いアイルランドにおける国教会を廃止し、さらにアイルランド土地改革法（Landlord and Tenant (Ireland) Act 1870）によって小作農が理由なく、あるいは「法外な地代」によって強制立ち退きになった場合の補償について定めた（ただし同法はザル法に終わる）。
枢密院副議長ウィリアム・エドワード・フォースターの主導で1870年初等教育法が制定され、小学校教育の普及が図られた。
官界・軍における貴族優遇を抑制すべく、外務省を除く全省庁で官僚の採用試験制度を導入し（外務省は外務大臣クラレンドン伯爵の反対により除かれる）、また陸軍大臣エドワード・カードウェルの主導で将校階級買い取り制度が廃止された。
そのほか、選挙が有力者に操られないよう秘密投票制度を定めたり（1872年投票法）、労働組合法を制定して労働組合に許される交渉範囲を拡大させたりした。
一方、外交面は不得手でプロイセン首相オットー・フォン・ビスマルクの後手に回ることが多く、普仏戦争を抑止できず、強力なドイツ統一国家ドイツ帝国の建設を許した。またロシア外相アレクサンドル・ゴルチャコフによるパリ条約破棄も阻止できず、ロシアの黒海再進出を許した。またアメリカに対してもアメリカ大統領グラントの要求を受け入れる形でアラバマ号事件の損害賠償を支払うことになった。

## 総辞職の経緯
1873年にアイルランド大学改革法案に失敗したことをきっかけに、これまで行ってきた様々な改革への不平不満が自由党内から噴出。政権は分裂状態となり、グラッドストンの権威は低下した。一方、野党保守党の党首ディズレーリはグラッドストンの弱腰外交を批判し、帝国主義政策を訴えて有権者の保守党支持を広げていった。
グラッドストンが希望していた所得税廃止の是非をめぐって自由党政権内は分裂し、グラッドストンは1874年2月に解散総選挙に踏み切ったが、秘密投票制度が制定されたためにアイルランド農民票がこれまでの自由党ではなくアイルランド議会党へ流れ、自由党の惨敗、保守党の大勝という結果におわった。これを受けて第1次グラッドストン内閣は総辞職し、保守党政権の第2次ディズレーリ内閣が発足した。

## 閣内大臣一覧
| 職名                           | 氏名                                 | 在職期間                |
|                                |                                      |                         |
| 首相 第一大蔵卿 庶民院院内総務 | ウィリアム・グラッドストン           | 1868年12月 – 1874年2月  |
|                                |                                      |                         |
| 大法官                         | 初代ハザレイ男爵                     | 1868年12月 – 1872年10月 |
| 大法官                         | 初代セルボーン男爵                   | 1872年10月 – 1874年2月  |
| 枢密院議長                     | 第3代ド・グレイ伯爵                  | 1868年12月 – 1873年8月  |
| 枢密院議長                     | 初代アバーデア男爵                   | 1873年8月 – 1874年2月   |
| 王璽尚書                       | 初代キンバリー伯爵                   | 1868年12月 – 1870年7月  |
| 王璽尚書                       | 初代ハリファックス子爵               | 1870年7月 – 1874年2月   |
| 内務大臣                       | ヘンリー・ブルース                   | 1868年12月 – 1873年8月  |
| 内務大臣                       | ロバート・ロー                       | 1873年8月 – 1874年2月   |
| 外務大臣                       | 第4代クラレンドン伯爵                | 1868年12月 – 1870年7月  |
| 外務大臣                       | 第2代グランヴィル伯爵                | 1870年7月 – 1874年2月   |
| 植民地大臣                     | 第2代グランヴィル伯爵                | 1868年12月 – 1870年7月  |
| 植民地大臣                     | 初代キンバリー伯爵                   | 1870年7月 – 1874年2月   |
| 陸軍大臣                       | エドワード・カードウェル             | 1868年12月 – 1874年2月  |
| インド大臣                     | 第8代アーガイル公爵                  | 1868年12月 – 1874年2月  |
| 財務大臣                       | ロバート・ロー                       | 1868年12月 – 1873年8月  |
| 財務大臣                       | ウィリアム・グラッドストン           | 1873年8月 – 1874年2月   |
| 海軍大臣                       | ヒュー・チルダース                   | 1868年12月 – 1871年3月  |
| 海軍大臣                       | ジョージ・ゴッシェン                 | 1871年3月 – 1874年2月   |
| 商務庁長官                     | ジョン・ブライト                     | 1868年12月 – 1871年1月  |
| 商務庁長官                     | チチェスター・フォーテスキュー       | 1871年1月 – 1874年2月   |
| 救貧法委員会委員長             | ジョージ・ゴッシェン                 | 1868年12月 – 1871年3月  |
| 救貧法委員会委員長             | 地方行政委員会委員長に改組           |                         |
| 地方行政委員会委員長           | ジェームズ・スタンスフィールド       | 1871年3月 – 1874年2月   |
| ランカスター公領大臣           | ヒュー・チルダース                   | 1872年8月 – 1873年9月   |
| ランカスター公領大臣           | ジョン・ブライト                     | 1873年9月 – 1874年2月   |
| 郵政長官                       | ハーティントン侯爵                   | 1868年12月 – 1871年1月  |
| 郵政長官                       | 後任者は閣外大臣                     |                         |
| アイルランド担当大臣           | チチェスター・フォーテスキュー       | 1868年12月 – 1871年1月  |
| アイルランド担当大臣           | ハーティントン侯爵                   | 1871年1月 – 1874年2月   |
| 枢密院副議長                   | ウィリアム・エドワード・フォースター | 1870年7月 – 1874年2月   |
| 貴族院院内総務                 | 第2代グランヴィル伯爵                | 1868年12月 – 1874年2月  |